# Dicranoloma argutum
Dicranoloma argutum är en bladmossart som beskrevs av Jean Édouard Gabriel Narcisse Paris 1904. Dicranoloma argutum ingår i släktet Dicranoloma och familjen Dicranaceae. Inga underarter finns listade i Catalogue of Life.